# Кандрыкуль
Кандрыку́ль (баш. Ҡандракүл) — второе по величине озеро Башкортостана. Расположено в Туймазинском районе в 25 км к юго-востоку от районного центра — города Туймазы, в пределах лесостепной зоны Башкортостана.
Объём воды — 0,1127 км³. Высота над уровнем моря — 167 м.

## Описание
Карстово-провального происхождения. Берега озера представляют собой 2 террасы, сложены песками, делювиальными суглинками, обломками сцементированных песчаных горных пород. Северо-восточные и восточные берега низкие, с широкой полосой песчаного пляжа; остальные — более возвышенные. Средняя площадь зеркала озера Кандрыкуль составляет 15,6 км². На северо-западе озера расположен остров Утрау с реликтовыми растениями.
Вода — пресная, слабощелочная, отличается высокой прозрачностью. По химическому составу относится к сульфатно-натриевому типу сульфатного класса магниевой группы. Подпитка за счёт впадения нескольких небольших ручьев.
На берегу озера созданы базы отдыха, вдоль северного берега проходит автодорога Урал.
Озеро отнесено к охраняемым природным объектам — вокруг озера 18 января 1995 года была создана особо охраняемая природная территория — Природный парк «Кандры-Куль».

## Название
Наименование произошло от слов «хан» и «тора» (с древнетюрк. — крепость), «куль» (озеро), то есть буквально означает — «Озеро ханской крепости». По мнению Б. А. Муратова название Кандры идёт от проживающего около этого озера башкир из рода кандры-еланы, что значит 'с бобровой реки переселившиеся еланы'. Бобровая река — Кондурча — место первоначального расселения в 14 в. предков кандры-елан (кондурча-еланы).

## Интересные факты
В 1833 году русский писатель Владимир Иванович Даль объехал башкирские земли и сделал подробное их описание, записал башкирские предания — про озеро Елкикичкан, про пещеру в скалах Тауча, про любовь Зая—Туляка к дочери подводного хана («Башкирская русалка»), хозяина озёр Аслыкуль и Кандрыкуль:
На северо-западе от Ачуллы, верстах в 50 за вершинами речек: Черемсана, Чукады или Нугуша, лежит такое же дивное озеро Кандра-куль. На юге от него горы с редким лесом; на западе обрывы и увал каймой; тут же мыс и островок, на котором башкиры пасут лучших коней своих, потому что они здесь в беспечности, даже и без пастуха; на севере — песчаная, кочковатая, поросшая травою покатость и далее степной кряж уступом; тут же тянется ров или овраг, от самого озера до лощины реки Нугуша, — и вода течёт. Во время разлива озера, по этому рукаву; на востоке мочажина, болотце, и далее холмистый увал. На Кандры-куле стоят три аула или три деревни, все три Кандры.